# Siechenbräu (Weimar)

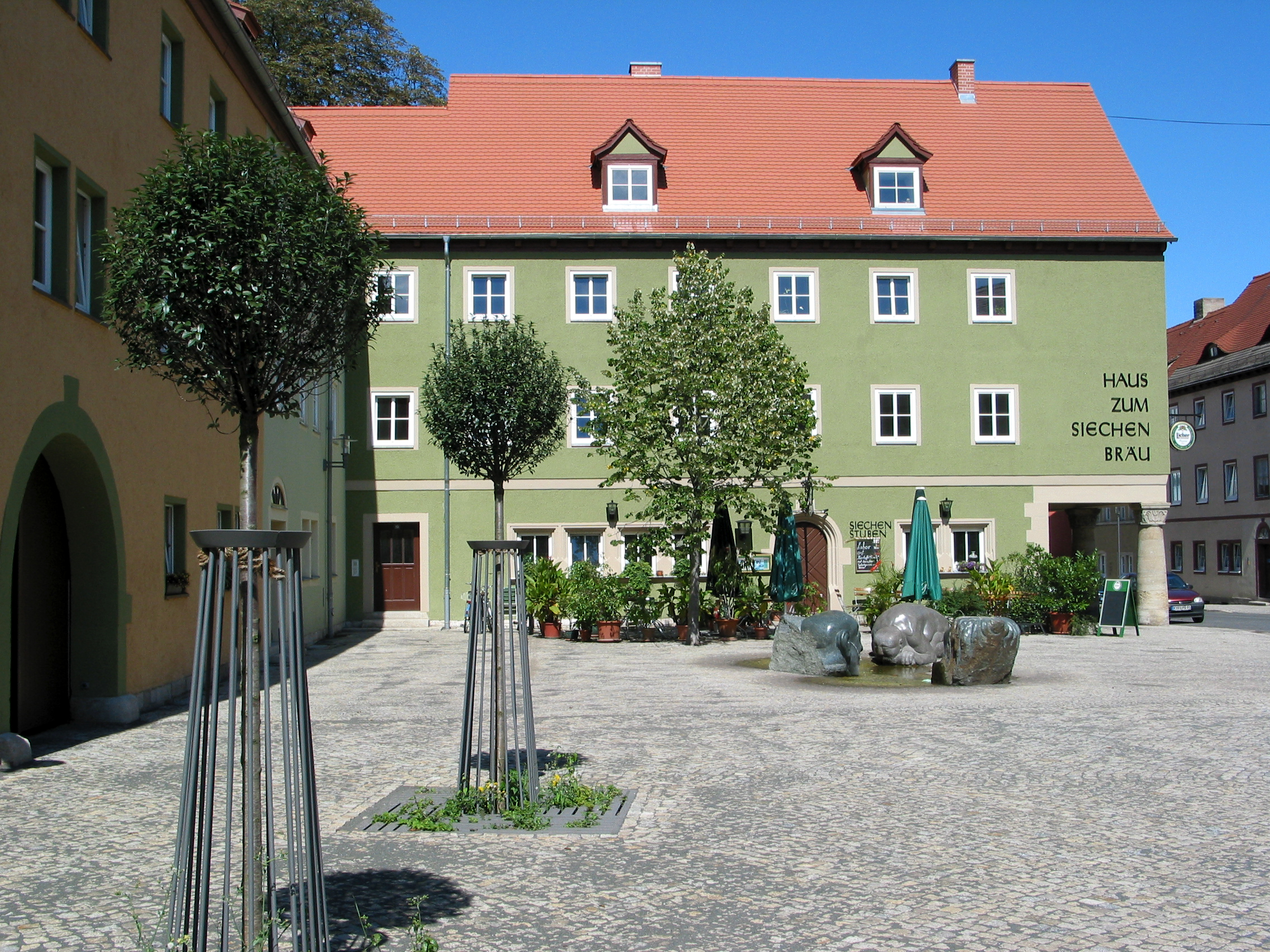
Haus zum Siechen Bräu in Weimar

Das  Haus zum Siechen-Bräu ist ein seit 1939 bestehendes Gasthaus in Weimar in der Ferdinand-Freiligrath-Straße 17. Es befindet sich in der Jakobsvorstadt.
So wie das Gebäude jetzt dasteht, ist seine unmittelbare Entstehungsgeschichte wie die der gesamten Ferdinand-Freiligrath-Straße mit der des Gauforum Weimar verbunden. Diese ist entstanden für den Ersatz für die abgerissenen Straßen im Asbachgrund. Die Bezeichnung dürfte mit dem Jacobsfriedhof zusammenhängen. In der Tat gab es dort bereits seit 1384 ein urkundlich bezeugtes Spital für „Aussätzige“, also Leprakranke vor dem Jakobstor. Das Haus Zum Siechen-Bräu stellt auch eigenes Bier her. Das ist jedoch keine Lokalbrauerei wie u. a. der Felsenkeller oder das Brauhaus Weimar, sondern wird im Erfurter Heimathafen gebraut. Sudkessel sind hier daher nicht zu suchen. 
Brauhäuser mit dem Namen Siechenbräu oder Siechenbier gibt es auch an anderen Orten, die aber nicht unbedingt ihren Ursprung bei den Leprakranken hatten wie in Weimar.